# August Waidele

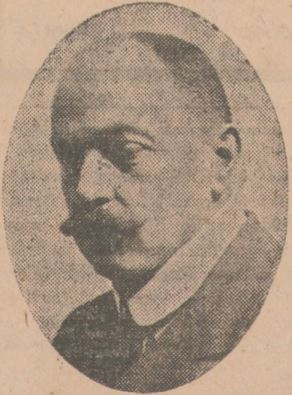
August Waidele.

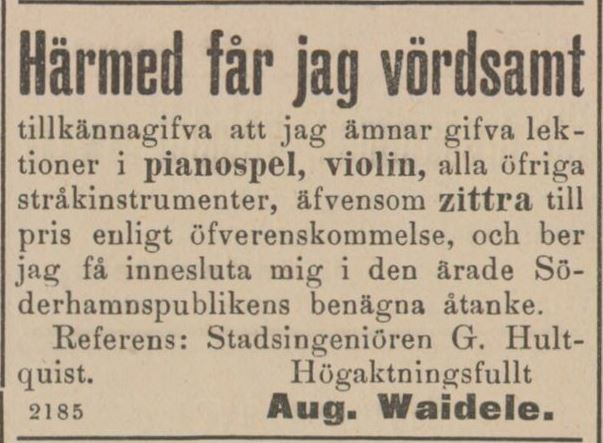
Annons i Söderhamns Tidning den 9 oktober 1893 (se även Gustaf Hultquist).

Herman August Josef Waidele, född 27 juli 1866 i Freiburg im Breisgau, Baden, död 25 mars 1923 i Göteborgs domkyrkoförsamling, var en tysk-svensk musiklärare och musikhandlare. Han var far till Heimer Waidele.
Waidele utbildade sig till musikdirektör vid musikskolan i Freiburg im Breisgau och innehade därefter anställningar vid tyska orkestrar, bland annat i Bad Ems och vid operan i Halle an der Saale. Han var senare i Sverige medlem av det av musikdirektören Oswald Naumann ledda kringresande Naumannska kapellet och började 1893 att bedriva undervisning i piano-, violin- och cittraspelning i Söderhamn. Han erbjöd även reparation av stråkinstrument  och pianostämning. Han började även själv aktiv som violinist, pianist och dirigent. 
Efter några år började Waidele även att sälja musikinstrument och annonserade 1897 om orglar från K.A. Andersson i Stockholm och 1899 om pianon från Bergqvist & Nilsson i Stockholm. I januari 1904 anmälde han till handelsregistret att han i Söderhamn ämnade idka handel med musikinstrument och musikalier under firma Aug. Waidele och vid månadsskiftet september–oktober samma år annonserade han om att han öppnat sin musikinstrumentaffär på Kungsgatan 15 i staden. Vid årsskiftet 1910/1911 flyttade Waidele till Göteborg, där han övertog Gustaf Malmgrens musikhandel i Arkaden, medan butiken i  Söderhamn förvärvades av musikdirektör Wilhelm Lundqvist. Waidele drev verksamheten i Göteborg till sin död och denna kom att fortleva i familjens ägo till 1996 under namnet AB Waidele. Han blev svensk medborgare 1896. August Waidele är begravd på Östra kyrkogården i Göteborg.